# Bălcaciu
Bălcaciu [bə'katʃiu]  (deutsch und såksesch Bulkesch, ungarisch Bolkács) ist ein Dorf in Siebenbürgen im Kreis Alba in Rumänien. Es gehört zu der Gemeinde Jidvei (Seiden).
Der Ort ist auch unter den deutschen Bezeichnungen Bolkatsch, Bulgatsch und Bolgatsch, und der ungarischen Szászbalkács bekannt.

## Geographische Lage

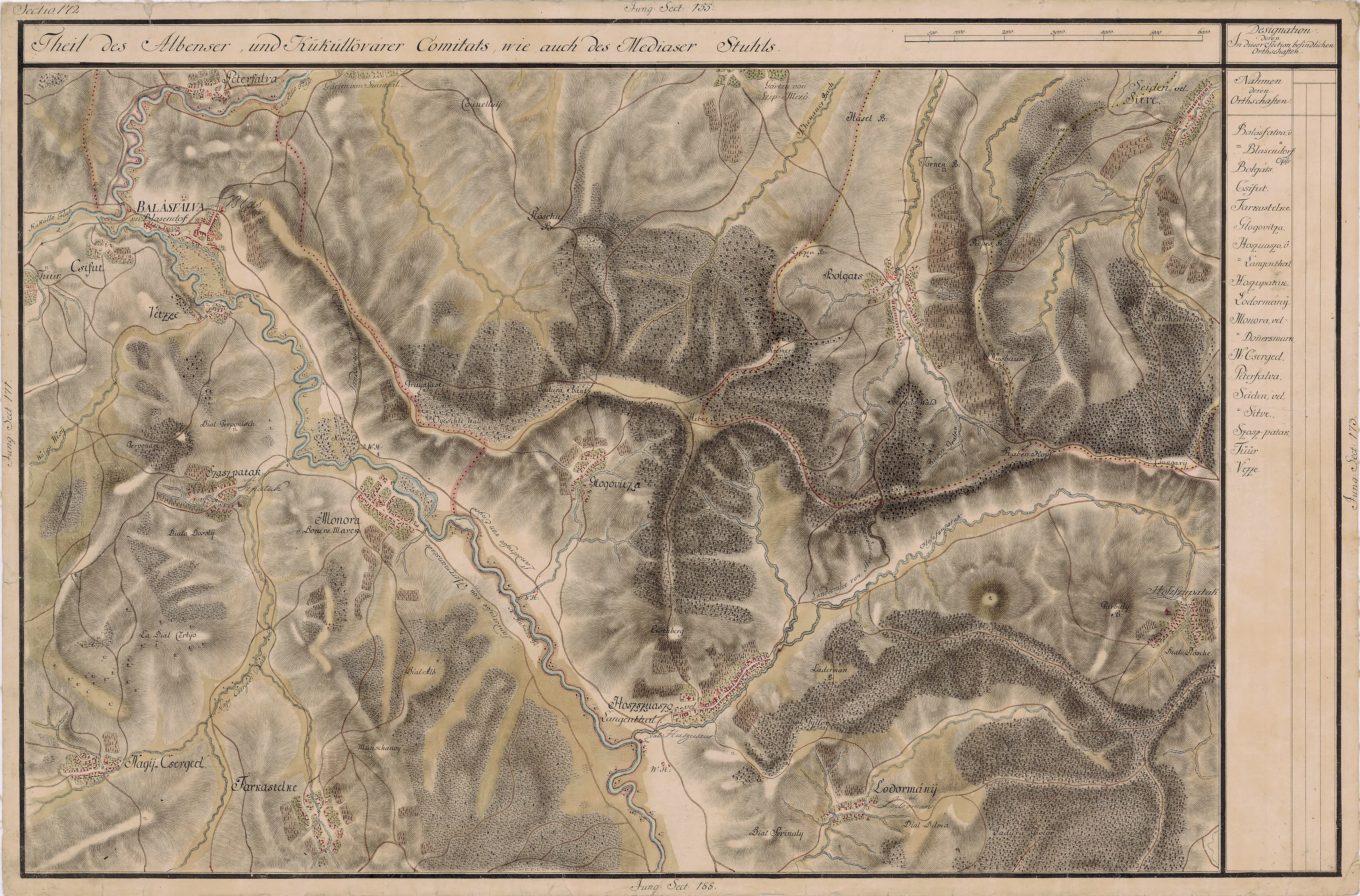
Bălcaciu als Bolgáts in der Josephinischen Landaufnahme von 1769 bis 1773.

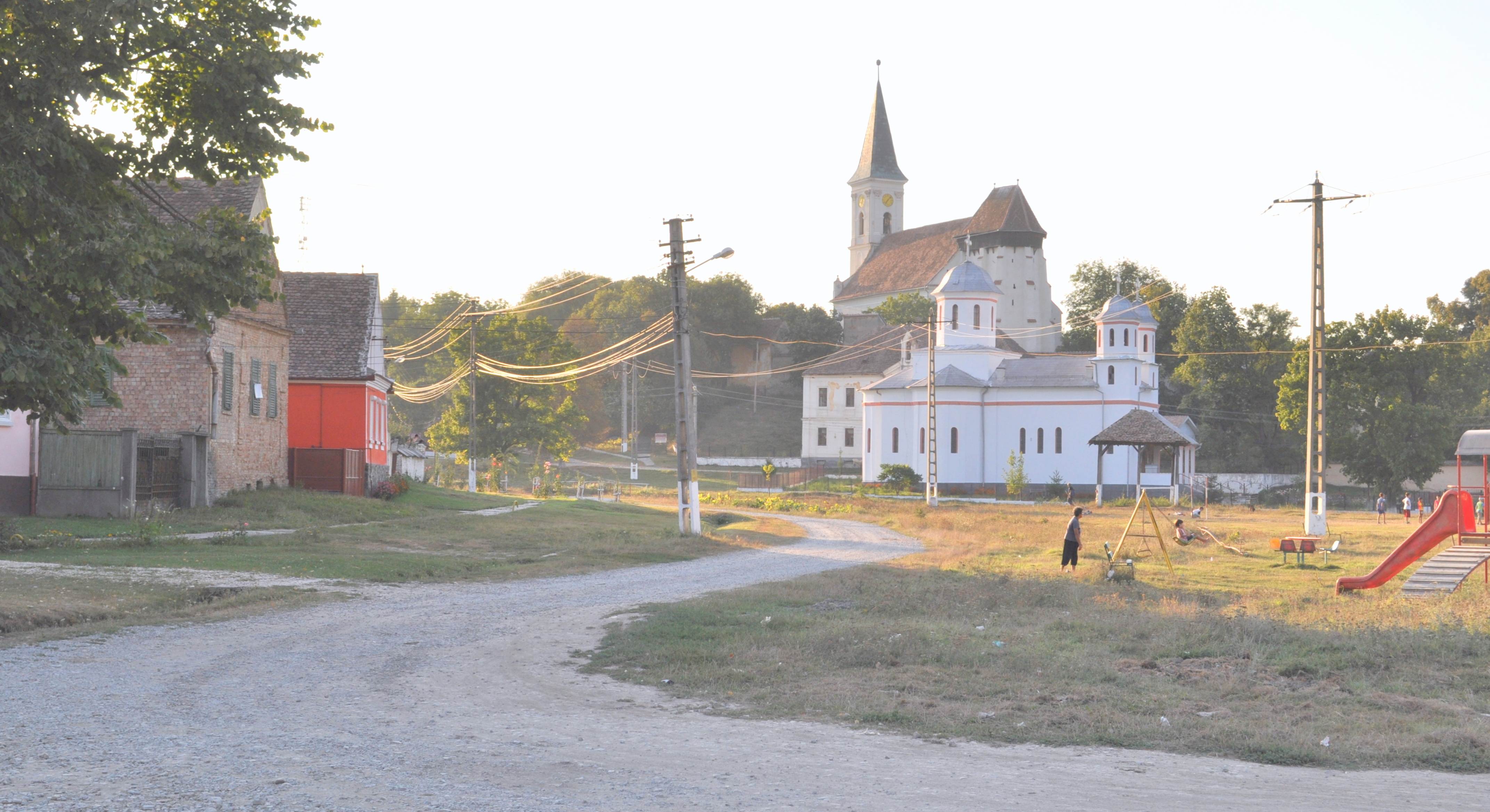
Dorfzentrum Bălcacius

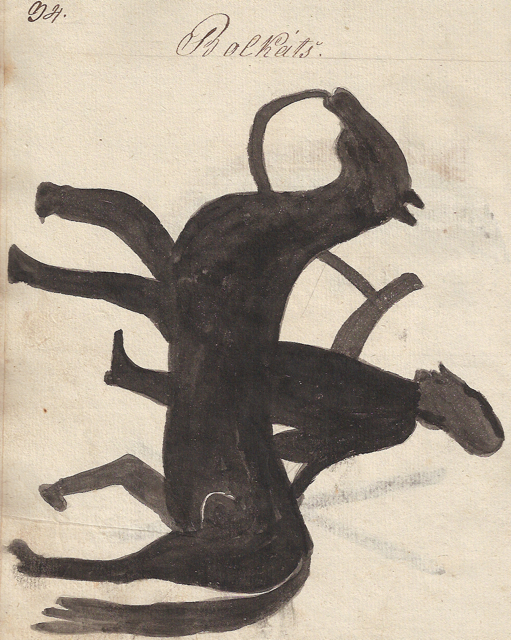
Viehbrandzeichen von Bulkesch

Das Dorf Bălcaciu liegt im Zwischenkokelgebiet in einem südlichen Seitental der Kleinen Kokel, zehn Kilometer südwestlich vom Gemeindezentrum Jidvei (Seiden). Die nächstgelegene Kleinstadt Blaj (Blasendorf) befindet sich etwa 20 km westlich  entfernt. Mediaș (Mediasch) im Kreis Sibiu liegt etwa 40 Kilometer (20 km Luftlinie) östlich von Bulkesch entfernt. An der Bahnstrecke Blaj–Praid hat Bălcaciu eine Haltestelle etwa sechs Kilometer vom Ort entfernt.

## Geschichte
Der von Siebenbürger Sachsen gegründeter Ort wurde 1309 erstmals urkundlich erwähnt. Verwaltungsmäßig war das Dorf jahrhundertelang zweigeteilt, der östliche Ortsteil gehörte zum Kokelburger Komitat und war im Besitz der ungarischen Adelsfamilie Bethlen, der westliche Teil gehörte seit 1494 zu den sogenannten Siebenrichtergütern im Besitz des Hermannstädter Stuhls.
Mehrere archäologische Funde – bei von den Einheimischen Pfarrgarten genannt – zeigen, dass das Gebiet des Ortes, nach Angaben von Kurt Horedt, schon im Neolithikum besiedelt war. Früher als ein Winzerdorf, war der Ort wegen seiner guten Weine bekannt.

## Bevölkerung
Die Bevölkerung des Dorfes entwickelte sich wie folgt:
| 1850 | 1.205 | 89    | 2  | 981   | 133 |
| 1900 | 1.499 | 392   | 49 | 1.056 | 2   |
| 1941 | 1.926 | 542   | 15 | 1.332 | 37  |
| 1966 | 1.990 | 924   | 59 | 987   | 20  |
| 1992 | 1.103 | 777   | 19 | 37    | 270 |
| 2002 | 1.251 | 1.066 | 21 | 24    | 140 |

Die höchste Einwohnerzahl bis 2002 in Bălcaciu wurde 1966 ermittelt; die der Rumäniendeutschen 1941, der Rumänen 2002, die der Magyaren 1966 und die der Roma (269) 1992.

## Sehenswürdigkeiten
- Die evangelische Kirchenburg, nach unterschiedlichen Angaben im 14.[3] oder im 15.[7] Jahrhundert errichtet, befindet sich auf einem Hügel oberhalb des Dorfes. Der Chor der heutigen Wehrkirche stammt von der einst errichteten Kirche, die im 19. Jahrhundert wegen Platzmangels in eine dreischiffige Kirche umgebaut wurde, sodass für etwa 1000 Besucher Sitzplätze geschaffen wurden. An der Nordseite des Chors befindet sich eine dreigeschossige Sakristei. Für diese Umbauten wurden die Steine der inneren Ringmauer der Kirchenburg verwendet. 1856 wurde der schlanke Glockenturm mit der Eingangshalle errichtet. Heute steht die mit Strebepfeiler gestützte Wehrkirche und deren Ringmauer unter Denkmalschutz.[7]